# استلقاء (طب)
الاستلقاء (بالإنجليزية: decubitus)‏ هو مصطلح يستعمل في مجال الطب لوصف حالة المريض المستلقي على ظهره حيث يذكر المصطلح مع وضعية المريض، فمثلا عندما يكون المريض مستلقي على جانبه فإن ذلك يعرف بالاستلقاء الجانبي. إضافة إليه، يشير مصطلح «ذبحة صدرية أثناء الاستلقاء» إلى ألم الصدر المحسوس أثناء استلقاء المريضة على ظهرها. يستخدم مصطلح الاستلقاء في علم الأشعة للإشارة إلى وضعية الجسد الأفقية أثناء أخذ الأشعة السينية.

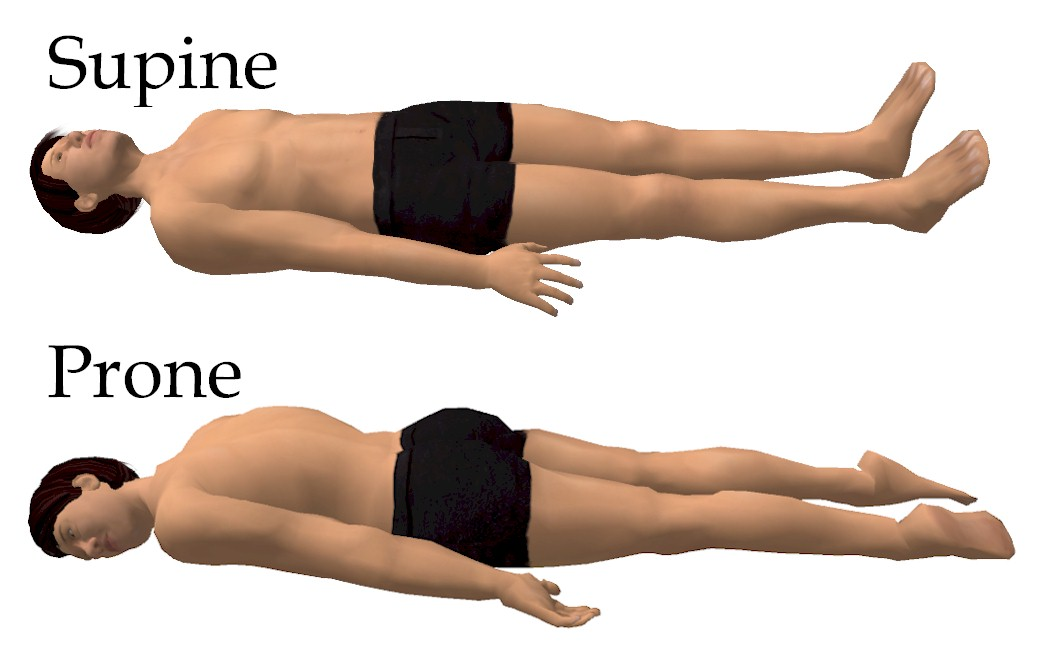
أوضاع الاستلقاء على الظهر والبطن